# Lena B. Nilsson
Lena B. Nilsson, född Lena Birgitta Nilsson 6 december 1957 i Dals-Eds församling i Älvsborgs län, är en svensk skådespelare.

## Biografi
Nilsson studerade vid institutionen för dramatik vid Göteborgs universitet. Hon fortsatte studierna vid Statens scenskola i Malmö 1981–1984. 
Sina första år som skådespelare tillbringade hon i Norrland, där hon var engagerad vid Västerbottens regionteater och Norrbottensteatern. Hon har därefter tillhört den fasta ensemblen på Folkteatern i Göteborg, där hon medverkat i uppsättningar som till exempel Juloratoriet, Simon och ekarna, Bettys pensionat, Aprilhäxan och Festen. Hon har även medverkat i komedier på Lisebergsteatern bl.a. Släkten är värst och Fröken Fleggmans mustasch. Hon har spelat Bröstsim & gubbsjuka med Stefan & Krister i Falkenberg och medverkat i film och TV-produktioner som till exempel Vita lögner, Rika barn leka bäst, Polisen och pyromanen och Sjätte dagen. Hon tilldelades Teaterförbundets Daniel Engdahl-stipendium 1991. 

## Filmografi
- 1990 – Hem till byn (Svensk dramaserie gästroll)
- 1992 – Damen i handskdisken
- 1996 – Polisen och pyromanen (TV-serie)
- 1997 – Rika barn leka bäst
- 1997 – En fyra för tre (TV-serie)
- 1997–1999 – Vita lögner (Svensk dramaserie)
- 1998 – Svenska hjärtan (TV-serie)
- 1998 – När karusellerna sover (SVT:s julkalender 1998)
- 1999 – Full frys (TV-serie)
- 1999 – Bröstsim & gubbsjuka
- 2001 – Sjätte dagen (TV-serie)
- 2003 – Orka! Orka!  (TV-serie)
- 2007 – Den man älskar
- 2007–2009 – Andra Avenyn (Svensk dramaserie)
- 2017 – Syrror (TV-serie)
- 2019 – 438 dagar

## Teater

### Roller (ej komplett)
| År   | Roll                | Produktion                                       | Regi               | Teater                   |
| ---- | ------------------- | ------------------------------------------------ | ------------------ | ------------------------ |
| 1997 |                     | Europa David Greig                               | Joachim Siegård    | Folkteatern              |
| 1999 | Anne-Marie Karlsson | Bröstsim & gubbsjuka Franz Arnold och Ernst Bach | Örjan Herlitz      | Vallarnas friluftsteater |
| 2000 |                     | Snart kommer tiden Line Knutzon                  | Lars-Eric Brossner | Folkteatern, Göteborg    |
| 2015 |                     | Not Based on a True Story                        | Frida Röhl         | Folkteatern, Göteborg    |
| 2015 |                     | Revisorn? Nikolaj Gogol                          | Frida Röhl         | Folkteatern, Göteborg    |
| 2016 |                     | Folkbokförarna Alejandro Leiva Wenger            | Frida Röhl         | Folkteatern, Göteborg    |
| 2016 | Högern              | Marie Antoinette Jens Ohlin                      | Jens Ohlin         | Folkteatern, Göteborg    |
| 2017 | Gertrud             | Hamlet William Shakespeare                       | Örjan Andersson    | Folkteatern, Göteborg    |
| 2017 |                     | Den goda människan i Sezuan Bertolt Brecht       | Frida Röhl         | Folkteatern, Göteborg    |
| 2018 |                     | Dogville Lars von Trier                          | Frida Röhl         | Folkteatern, Göteborg    |